# The New Vaudeville Band
The New Vaudeville Band was een Britse studiogroep, geformeerd in 1966 door Geoff Stevens om de door hem geschreven single Winchester Cathedral op te nemen. Het nummer werd een grote hit en belandde onder andere in de Verenigde Staten en Groot-Brittannië op de eerste plaats. Stevens was tevens de producer van de plaat.
De studiogroep bestond uit verschillende sessiemuzikanten. De zanger was waarschijnlijk John Carter van Ivy League, al wordt er ook wel beweerd dat het de zanger John Smith was of Geoff Stevens zelf. Er is moeilijk uit te maken wie de werkelijke zanger was, omdat de zangpartij door een megafoon werd opgenomen.
De single gaat over de Kathedraal van Winchester. De muziek heeft de sfeer van dansorkesten uit de jaren twintig en dertig. Op 28 november 1966 ontving The New Vaudeville Band in de Verenigde Staten een gouden plaat voor het lied.
Door het grote succes van de single besloot Stevens de band definitief op te richten. De bestond uit drummer Henry Watford, gitarist Mick Wisher, trombonist Hugh 'Shuggy' Watts, bassist Neil Korner, pianist Stan Heywood, zanger Alan Klein en saxofonist Bob 'Pops' Kerr die overkwam van de Bonzo Dog Doo-Dah Band, die indertijd dezelfde soort muziek maakte. De groep ging toeren en Stevens bleef thuis de liedjes voor de groep schrijven. In 1967 kwam de lp "Finchley Central" uit, met daarop de single "Peek-A-Boo" die in februari van dat jaar de Britse top 40 behaalde.
Na twee jaar zwakte het succes van de groep af. Bob Kerr formeerde vervolgens zijn eigen groep: Bob Kerr's Whoopee Band.

## Discografie

### Singles
- 1966 - Winchester Cathedral / Wait For Me Baby  - 7"single - FONTANA - TF 741  GB
- 1967 - Winchester Cathedral ~ Wait For Me Baby / I Can't Go Wrong ~ Diana Goodbye  - 7"EP - FONTANA - 465 342 ME  FR
- 1967 - Peek-A-Boo / Amy  - 7"single - FONTANA - TF 784  GB
- 1967 - Peek-A-Boo ~ Amy / Whatever Happened To Phyllis Puke ~ Tape Your Feet (And Go-Bo-De-Do-Do)  - 7"EP - FONTANA - 465 362 ME  FR
- 1967 - Finchley Central / Rosie  - 7"single - FONTANA - TF 824  GB
- 1967 - Finchley Central / Sadie Moonshine  - 7"single - FONTANA - 267 721 TF  DE
- 1967 - Finchley Central ~ Sadie Moonshine / There's a kind of hush ~ Whispering  - 7"EP - FONTANA - 465 381 ME  FR
- 1967 - Green Street Green / 14 Loving Women  - 7"single - FONTANA - TF 853  GB
- 1967 - Thouroughly Modern Millee  - 7"EP - FONTANA - TE 17497  GB
- 1967 - There's A Kind Of Hush ~ Oh Dona Clara / Your Love Ain't What It Used To Be ~ Winchester Cathedral  - 7"EP - RTB - 53251 F  YU
- 1968 - The Bonnie And Clyde / Uncle Gabriel  - 7"single - FONTANA - TF 909  GB
- 1973 - Dear Rita Hayworth / There Was A Time  - 7"single - DECCA - F 13 370  GB
- 1984 - Winchester Cathedral ~ Diana Goodbye ~ Finchley Central / Peek-A-Boo ~ I Can't Go Wrong ~ Green Street Green  - 7"EP - SCOOP 33 - 7SR 5044  GB

### NPO Radio 2 Top 2000
Van The New Vaudeville Band stond alleen Winchester Cathedral in 1999 in de NPO Radio 2 Top 2000, op plek 1966.